# Vautour royal
Sarcogyps calvus
Pour des articles plus généraux, voir Vautour et Accipitridae.
Genre
Espèce
Synonymes
- Aegypius calvus
- Torgos calvus

Statut de conservation UICN

 CR A2abce+3bce+4abce : 
En danger critique
Statut CITES
Répartition géographique
Le Vautour royal (Sarcogyps calvus) est une espèce asiatique de vautour, très menacée selon l'UICN. C'est la seule espèce du genre Sarcogyps.

## Description

### Mensurations

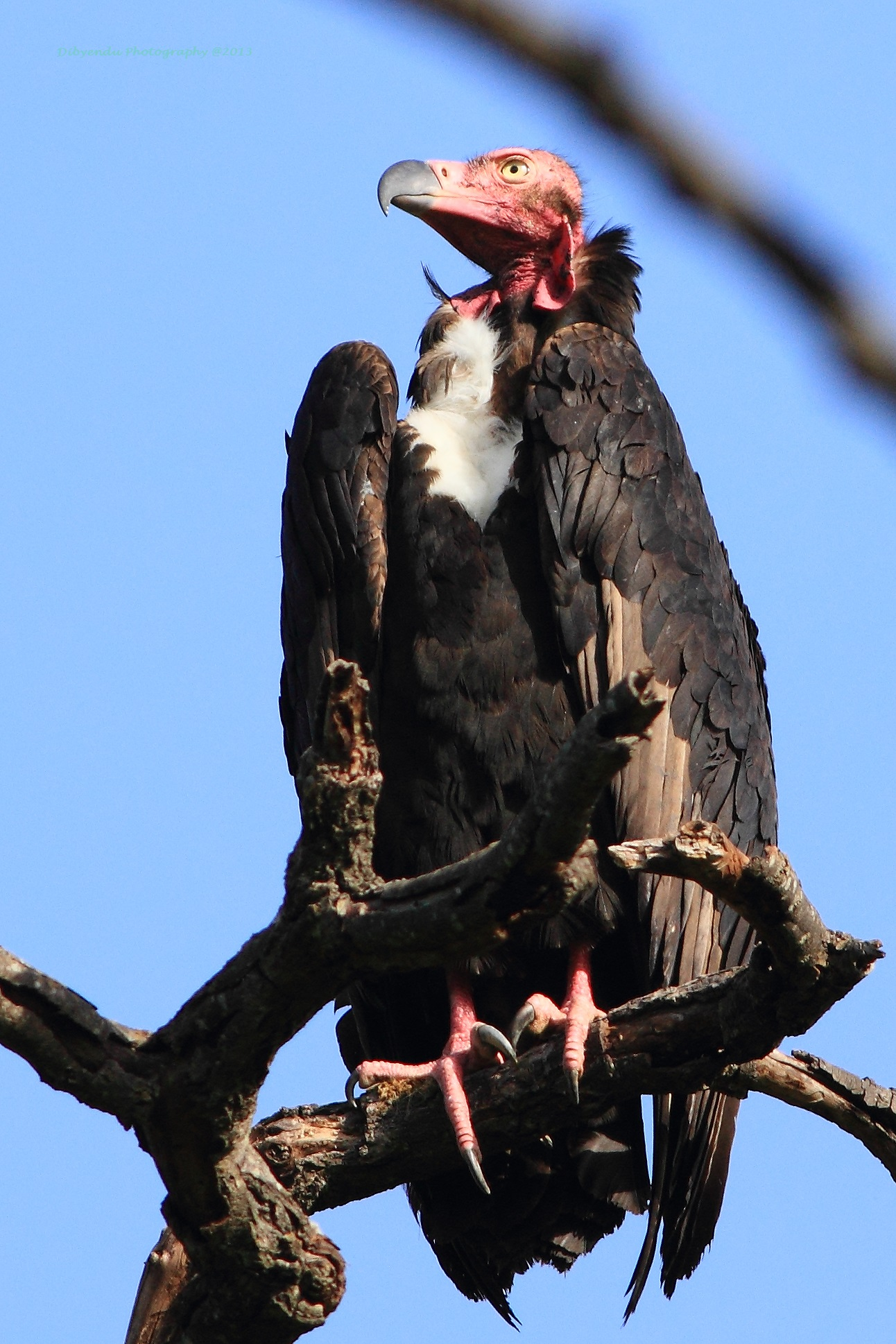
Mâle adulte au Parc national de Bandhavgarh.

Le Vautour royal est un vautour de taille moyenne, il mesure 86 cm pour une envergure de 199 à 229 cm. Son poids est compris entre 3,7 et 5,4 kg.

### Aspect général
La tête de ce vautour est orange ou rouge foncé. Le bec est brun foncé. La poitrine est blanche et le croupion est brun. Le reste du plumage est noir. Les pattes et la cire sont rouges. Chez les junéviles, la tête est plus claire et le plumage est brun clair.
Il existe un dimorphisme sexuel : l'iris est blanchâtre chez les mâles, tandis que celui des femelles est brun foncé.

## Conservation
Cette espèce s'est trouvée menacée du fait d'insuffisances rénales chroniques à la suite de l'ingestion d'un anti-inflammatoire Diclofénac résiduel présent dans les chairs des carcasses d'animaux domestiques abandonnés dont il se nourrit,.

## Galerie

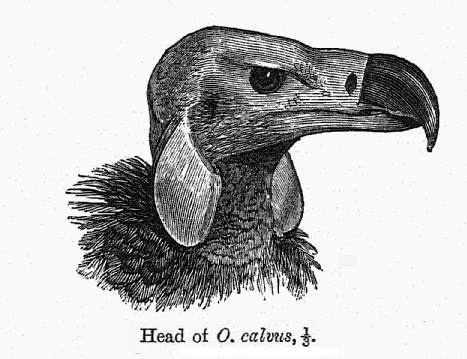
Illustration d'un Vautour royal.
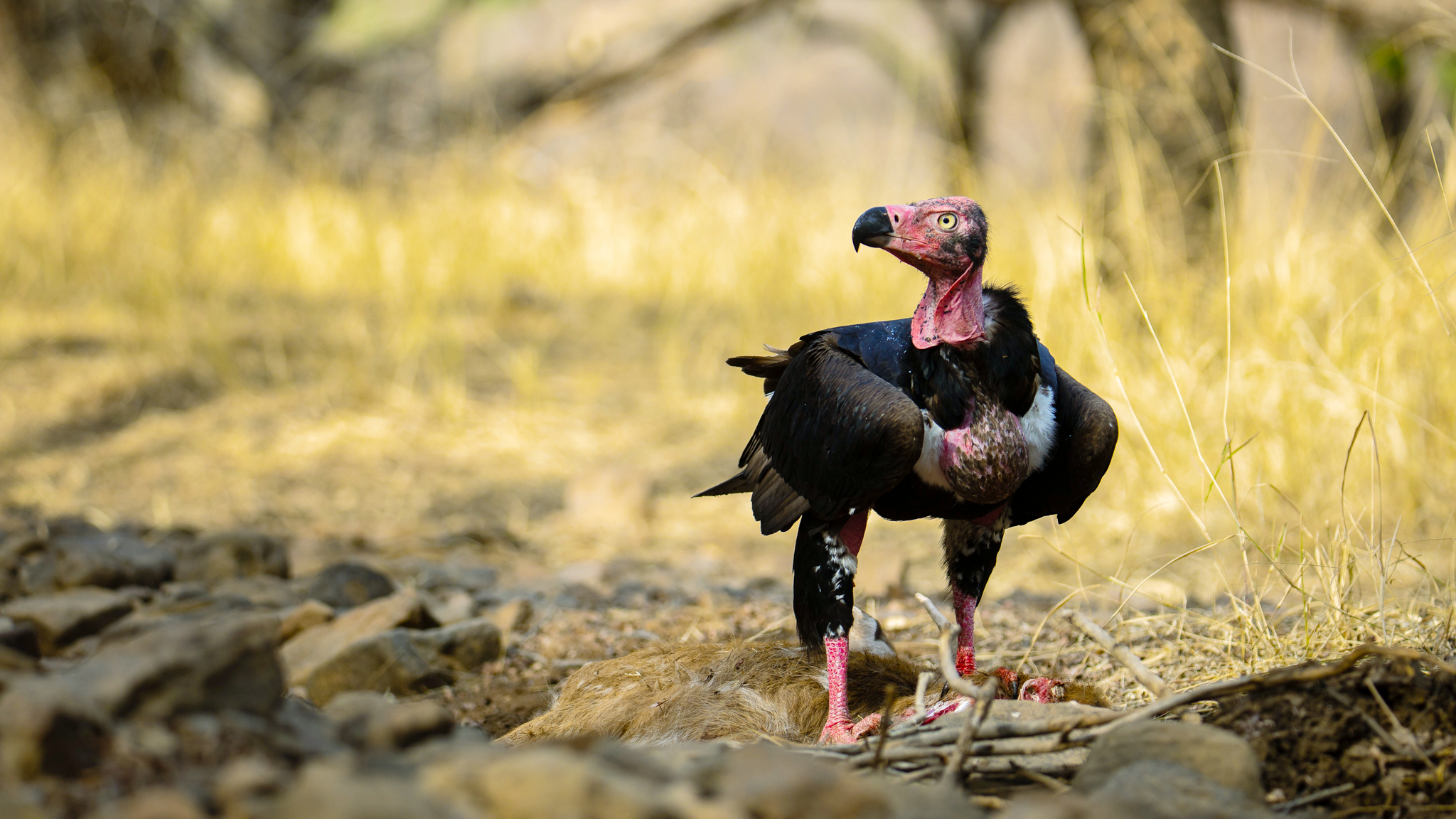
Mâle au parc national de Ranthambore.
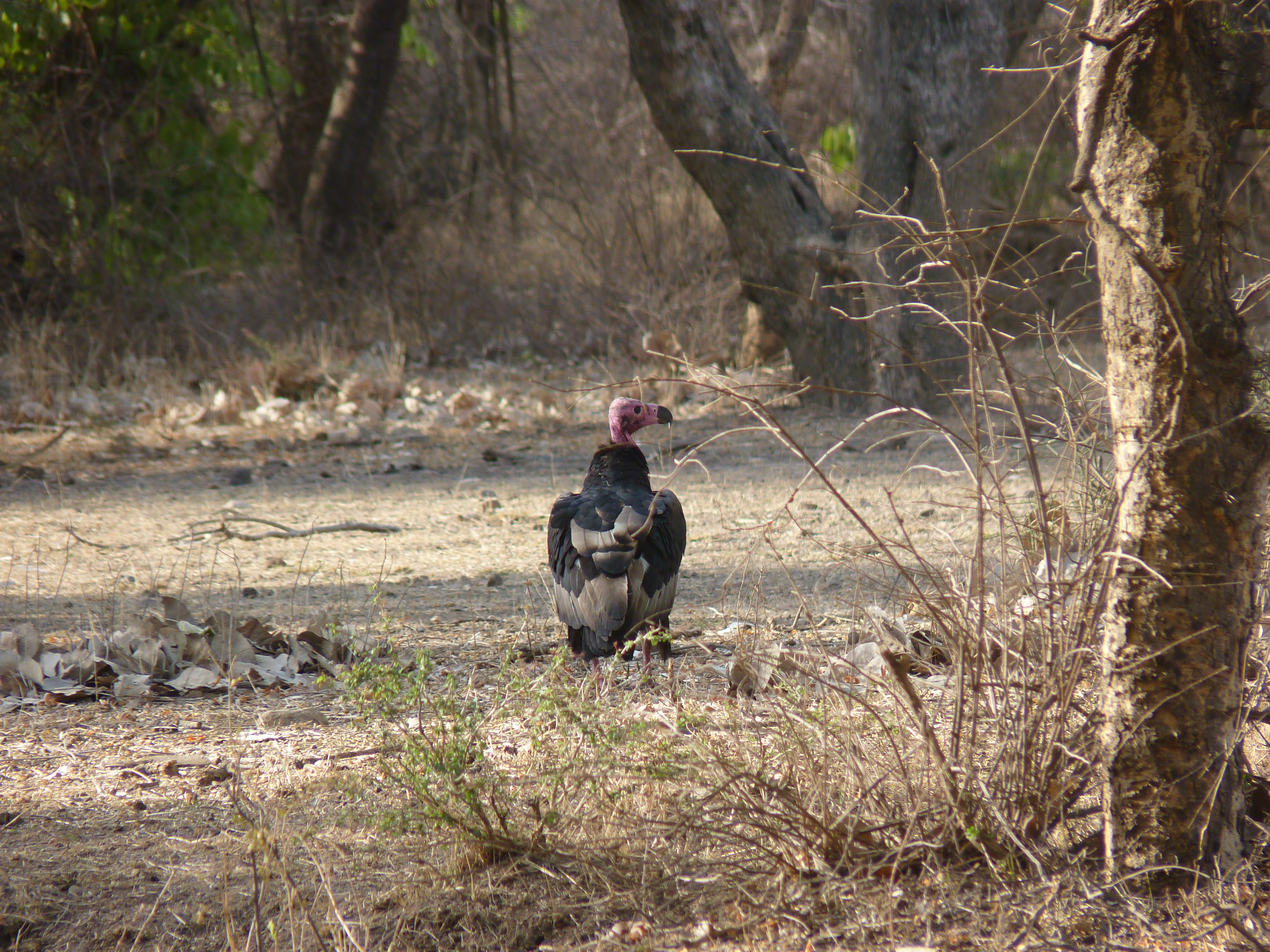
Femelle